# Общество защиты апострофа
Общество защиты апострофа (англ. The Apostrophe Protection Society) — общественная организация в Великобритании, созданная «с целью защиты правильного использования нередко ныне находящегося в небрежении знака препинания». Организацию основал в 2001 году Джон Ричардс, редактор на пенсии, после многолетних наблюдений всё увеличивающегося пренебрежения апострофом.
Веб-сайт организации представляет множество примеров неправильного использования апострофа. Однако основная цель — не столько бранить «обидчиков апострофа», сколько помогать исправлению ошибок. Ричардс создал стандартное вежливое письмо, объясняющее основные правила использования апострофа. Это письмо он посылает всем последователям с тем, чтобы оно было переправлено в адрес предприятий и организаций, оскорбляющих апостроф неверным использованием.
В 2001 году Ричардс получил Шнобелевскую премию за «свои старания защитить, развить и отстоять различия между множественным числом и притяжательной формой».